# Ypthima mandraka
Ypthima mandraka är en fjärilsart som beskrevs av Renaud Maurice Adrien Paulian 1951. Ypthima mandraka ingår i släktet Ypthima och familjen praktfjärilar. Inga underarter finns listade i Catalogue of Life.